# ۱۴۵۵ (میلادی)
۱۴۵۵ (میلادی) هزار و چهارصد و پنجاه و پنجمین سال تقویم میلادی است.

## درگذشتگان
- ۱ دسامبر – لورنتسو گیبرتی، معمار و مجسمه‌ساز ایتالیایی (ز. ۱۳۷۸)